# Asatsuyu (1906)
Asatsuyu (朝露) ("Rocío matutino") fue uno de los 32 destructores de la clase Kamikaze construidos para la Armada Imperial Japonesa en la primera década del siglo XX.

## Historial de servicio
El Asatsuyu fue botado en los astilleros Osaka Iron Works de Osaka el 2 de abril de 1906 y terminado el 16 de octubre. 

### Hundimiento
El buque encalló en un arrecife de la bahía de Nanao (Japón) el 9 de noviembre de 1913. Los restos del naufragio se rompieron el 30 de noviembre de 1913 y el Asatsuyu fue eliminado de la lista de la Armada el 15 de abril de 1914.